# Fit TV
Fit TV est une chaîne de télévision française du groupe AB consacrée au fitness et à la remise en forme. Elle cesse d'émettre en 2007.

## Histoire
La chaîne est diffusée à l'origine uniquement sur AB Sat, puis moyennant un abonnement sur certains réseaux des cablo-opérateurs et sur les bouquets numériques de télédiffusion.
Le 8 mai 1997 la chaîne passe du canal à temps plein à un temps partagé de 8h à 12h à la suite du lancement de la chaîne histoire.
Elle est diffusée de 7h30 à 9 heures sur le même canal que Toute l'Histoire.

La chaine ayant arrêté ses émissions depuis 2007 sans qu'AB Groupe donne des explications, le CSA a eu l'obligation de retirer l'autorisation d'émettre pour Fit TV au mois de novembre 2009.

## Slogans
- De 1996 au 15 octobre 2007 : « Vive la Vie »

## Programmes
La chaîne est consacrée uniquement au fitness et à la remise en forme. Elle rediffuse toujours les mêmes boucles de programme datant de 1997.